# Franz Holzapfel
Franz Holzapfel (* 10. November 1870 in Calw; † 7. August 1954 in Dresden) war ein deutscher Politiker (SPD).
Nach dem Besuch der Volksschule erlernte Holzapfel das Schriftsetzerhandwerk. In diesem Beruf arbeitete er bis 1914. Zuletzt war er als Korrektor beschäftigt. 1907 heiratete er.
Um 1890 trat Holzapfel in die Sozialdemokratische Partei Deutschlands (SPD) ein. Er war auch gewerkschaftlich tätig. Zwischen 1897 und 1899 war er Vorstandsmitglied der Filiale des Buchdruckerverbands in Dresden. Dort gehörte er von 1900 bis 1906 dem Vorstand des SPD-Ortsvereins Dresden-Altstadt an. Von 1906 bis 1909 war er dessen Vorsitzender. Seit 1914 arbeitete Holzapfel als Redakteur der Volkszeitung.
Am 30. September 1919 zog Holzapfel im Nachrückverfahren für den ausgeschiedenen Abgeordneten Magnus Haack in die Weimarer Nationalversammlung ein, in der er bis zum Zusammentritt des ersten Reichstags der Weimarer Republik im Juni 1920 den Wahlkreis 28 (Sachsen 1–9) vertrat. Eine weitere Kandidatur war erfolglos.
Nach dem Ende des Zweiten Weltkrieges war er in Kontrollkommissionen der SPD und in der Wohnbezirksgruppe in Dresden tätig.